# IC 3639
IC 3639 — галактика типу SBbc (компактна витягнута галактика) у сузір'ї Центавр.
Цей об'єкт міститься в оригінальній редакції індексного каталогу.